# علي بيه مظهر و40 حرامي (فلم)
علي بيه مظهر و40 حرامي هو فيلم مصري عرض عام 1985، بطولة محمد صبحي وسمية الألفي، من تأليف لينين الرملي ومن إخراج أحمد ياسين.

## قصة الفيلم
يعتقد (علي مظهر) أنه عبقري ويحلم بأن يصبح مليونيرًا، ويحاول تحقيق الثراء السريع على منوال ما جاء في كتاب «كيف تصبح مليونيرًا».. فيلتقي بالثري (ممتاز) ويعمل في خدمته، كما يقابل (حسنية) ابنة عم (عبد الله) الذي يقوم على حراسة قطعة الأرض، توهمه (حسنية) بأنها ثرية، فيختلس أموالًا من الشركة التي يعمل بها، ويدخل شريكًا مع (ممتاز) و(سوسو) في مشروع إسكان، ويظهر على شاشات التليفزيون للإعلان عن المشروع، ويتضح فيما بعد أن قطعة الأرض ملكًا للحكومة، تقبض الشرطة على جميع أفراد العصابة في نهاية المطاف ويُفرَج عن (علي) بكفالة، لكنه يفشل في العثور على (حسنية)، ويُصاب بالجنون.

## طاقم التمثيل
- محمد صبحي: (علي بيه مظهر)
- سمية الألفي: (حسنية عبد الله فرحات)
- هياتم: (سنسن هانم)
- محمد رضا: (عبد الله فرحات)
- جميل راتب: (سرحان بيه)
- مجدي وهبة: (ممتاز بيه)
- محمود القلعاوي: (حمودة بيه)
- أحمد راتب: (شحاتة)
- وداد حمدي: (الست توحيدة)
- فاروق يوسف: (متولي عبد الله فرحات)
- نعيمة الصغير: (أم حسنية)
- أنور مدكور: (الوزير يوسف)
- سوزان حسن: (المذيعة - ضيفة شرف)
- سلامة إلياس: (رضوان بيه)
- صلاح عبد الله: (رجل المزاد)
- ناجي سعد: (رجل المزاد)
- هريدي عمران: (رجل المزاد)
- دنجل: (رجل المزاد)
- عبد المنعم النمر: (الضابط)
- سيد مصطفى: (موظف التأمين)
- لويس يوسف: (أمين خزينة التأمين)
- عادل أبو الغيط: (فراش شركة التأمين)
- صباح محمود: (عضوة النادي)
- محمد أبو حشيش: (المعلم شلبي)
- بدرية عبد الجواد: (الغانية نزيلة البنسيون)
- حسني صقر: (ضيف سنسن هانم)
- محمد سند: (السكرتير)

## فريق العمل
- إخراج: أحمد ياسين
- تأليف: لينين الرملي
- مدير التصوير: عصام فريد
- مونتاج: عبد العزيز فخري
- موسيقى تصويرية: حسن أبو السعود
- إنتاج: الليثي فيلم
- توزيع: الشركة العالمية للتلفزيون والسينما